# Marlon Frey
Marlon Frey (* 24. März 1996 in Düsseldorf) ist ein deutscher Fußballspieler. Er ist aktuell vereinslos. 

## Karriere
Marlon Frey begann seine Karriere beim Rather SV – einem Verein im Düsseldorfer Stadtteil Rath – und wechselte im Jahr 2004 in die Jugend von Bayer 04 Leverkusen. Dort erhielt er in der Saison 2014/15 seinen ersten Profivertrag.
In der Saison 2015/16 stand er seit dem fünften Spieltag regelmäßig im Kader. Am 12. Dezember 2015 (16. Spieltag) debütierte Frey in der Bundesliga beim 5:0-Sieg seiner Mannschaft gegen Borussia Mönchengladbach, als er in der 87. Minute für Kevin Kampl eingewechselt wurde. Drei Tage später gab er im Achtelfinale des DFB-Pokals in Unterhaching – das 3:1 gewonnen wurde – sein Debüt in diesem Wettbewerb, in dem er in der 52. Minute für Christoph Kramer eingewechselt wurde und das zweite Tor der Leverkusener vorbereitete. Sein erstes Pflichtspiel von Beginn an absolvierte Frey am 13. Februar 2016 beim 2:1-Bundesligaauswärtssieg über den SV Darmstadt 98; er wurde in der 57. Spielminute für Hakan Çalhanoğlu ausgewechselt. Mitte Februar 2016 verlängerte Frey seinen ursprünglich bis Ende Juni 2017 laufenden Vertrag um ein weiteres Jahr.
Für die Saison 2016/17 ist er an den Zweitligisten 1. FC Kaiserslautern ausgeliehen, um dort bessere Chancen auf Spielpraxis zu erhalten. Sein Zweitliga- sowie Pflichtspieldebüt für Kaiserslautern gab Frey am 5. August 2016 (1. Spieltag) bei der 0:4-Heimniederlage gegen Hannover 96, als er in der 59. Minute für Róbert Pich eingewechselt wurde.
Nach knapp zwei Monaten der Vereinslosigkeit unterschrieb Frey am 30. August 2018 einen Einjahresvertrag bei Jong PSV, der zweiten Mannschaft des niederländischen Vereins PSV Eindhoven. Am Saisonende wurde er mit der Mannschaft, für die er 31 Ligaspiele absolvierte, in der niederländischen zweiten Liga Dritter.
Zur Zweitligasaison 2019/20 verpflichtete ihn der SV Sandhausen, wo er einen bis 2021 gültigen Vertrag erhielt. Anfang 2021 wurde sein Vertrag in Sandhausen aufgelöst, und Drittligist MSV Duisburg gab Freys Verpflichtung bekannt. Frey kam nach seinem Wechsel in allen Pflichtspielen der Duisburger zum Einsatz, wenige Tage nach dem Saisonende wurde sein Vertrag um zwei Jahre bis 2023 verlängert.
Im Sommer 2023 wechselte er ligaintern zum TSV 1860 München. Sein Vertrag wurde zum Saisonende 2024/25 nicht verlängert.